# Burg Niederbolheim

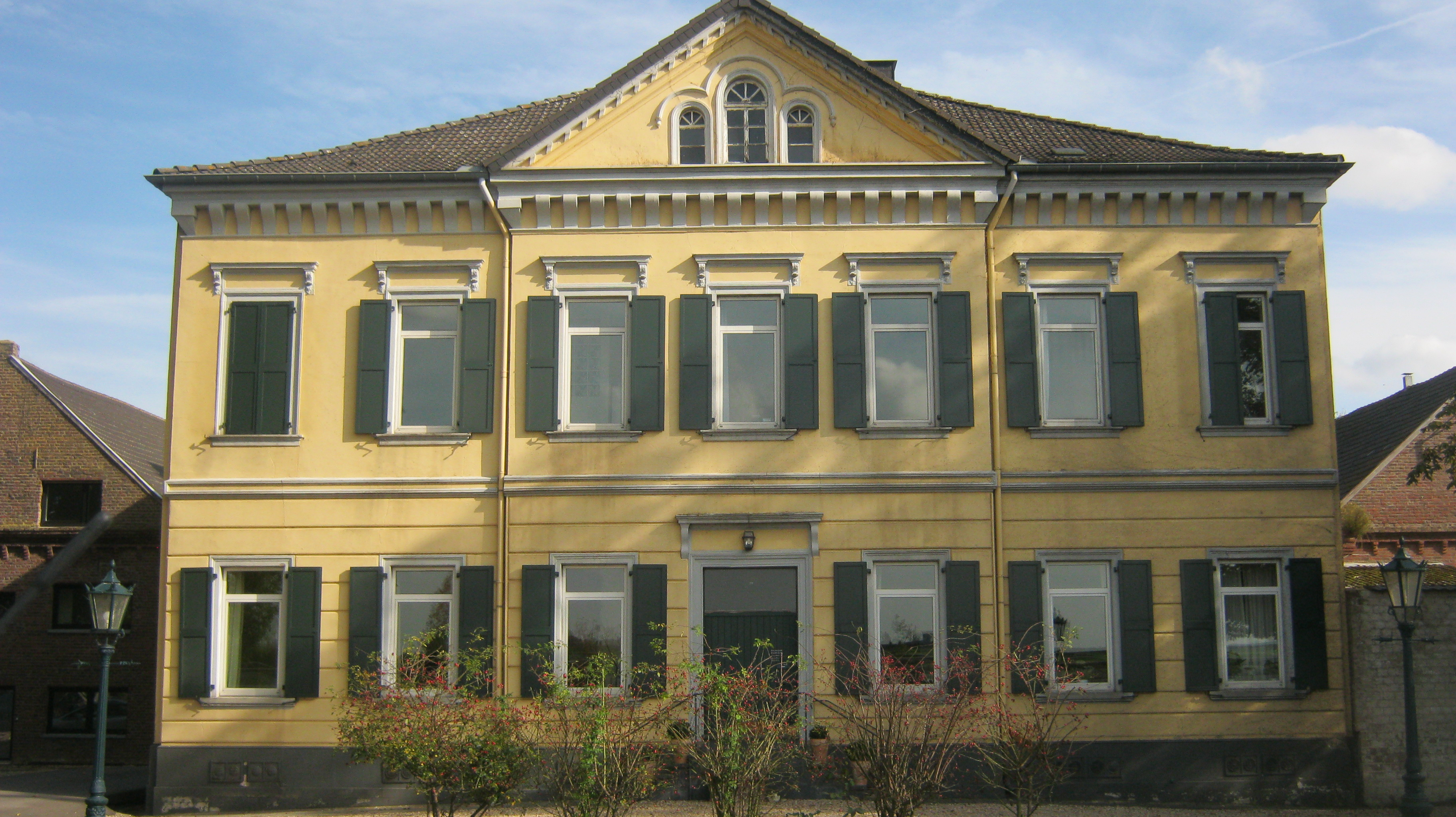
Die heutige Burg Niederbolheim

Die Burg Niederbolheim steht im Kerpener Stadtteil Niederbolheim im Rhein-Erft-Kreis, Nordrhein-Westfalen, direkt an der Bundesstraße 477.
Eine Motte wurde 1341 erstmals erwähnt, und zwar mit dem Namen castrum Boylnheym. Sie war Sitz der Ritter von Bolheim. Später ging sie an die Spies von Büllesheim. Daher nannte man die Burg Niederbolheim auch Spiesburg.
1870 wurde in der Nähe des ehemaligen Standorts ein Gutshof neu errichtet, der sich Burg Niederbolheim nennt. Besitzer ist die Familie Kirsch (Stand 2014).
Die Burg ist in die Liste der Baudenkmäler in Blatzheim eingetragen.

## Beschreibung
Das klassizistische zur Straße hin gelegene repräsentative Wohnhaus mit sieben Fensterachsen und einem nur wenig hervortretendem Mittelrisalit mit einem Dreiecksgiebel mit drei abgestuften Rundbogenfenstern wird durch waagrechte Putzfugen und ein das Untergeschoss abschließendes Gurtgesims sowie ein Konsolgesims unter der Dachtraufe gegliedert.
Der romantische rheinische Burgenbau des 19. Jahrhunderts spiegelt sich in einem schlanken viereckigen Turm mit Zinnen bekrönt und Rundbogenfries unter der Turmkrone. Je zwei schmale Rundbogenfenster in den Turmetagen unterstreichen die Wehr-Optik des Turmes, die sich beim Tor zu den nach hinten anschließenden Vierseithof-Wirtschaftsgebäuden fortsetzt. Diese und der Turm haben unverputztes Ziegelmauerwerk.